# 花彩圓鱗鮋
花彩圓鱗鮋（学名：Parascorpaena picta）为輻鰭魚綱鮋形目鮋亞目鮋科圓鱗鮋屬下的一个种，為熱帶海水魚，分布印度西太平洋海域，體長可達16公分。又名圓鱗鮋，俗名石狗公、紅雞仔、獅甕，棲息在岩石底質海域，生活習性不明。